# Крюгер, Пауль Вильгельм Антон
Пауль Вильгельм Антон Крюгер (нем. Paul Krüger; 20 марта 1840, Берлин — 11 мая 1926, Бонн) — немецкий юрист, специалист по римскому праву.
Был профессором в Марбурге, Инсбруке, Кёнигсберге, Бонне. Опубликовал: «Prozessualische Consumtion und Rechtskraft des Erkenntnisses» (Лейпциг, 1864); «Kritik des Justinianischen Codex» (Берлин, 1867); «Kritische Versuche im Gebiete des röm. Rechts» (Берлин, 1870); «Geschichte der Quellen und Litteratur des röm. Rechts» (Лейпциг, 1888). Особенно известен Крюгер своими критическими изданиями источников римского права: «Justiniani Institutiones» (Берлин, 1867); «Digesta Justiniani» (Берлин, 1868—1870; вместе с Момзеном); «Codex Justinianus» (Берлин, 1873—1877); «Corpus juris civilis»; «Collectio librorum juris Antejustiniani» (Берлин, 1868—1890); «Codicis Justiniani fragmenta Veronensia» (Берлин, 1874); «Codicis Theodosiani fragmenta Taurinensia» (в «Abhandlungen der Berliner Akademie», 1888).